# Arrondissement de Bar-le-Duc
L'arrondissement de Bar-le-Duc est une division administrative française, située dans le département de la Meuse et la région Grand Est.
Son chef-lieu est Bar-le-Duc, également préfecture de la Meuse.

## Composition

### Composition avant 2015
Liste des 9 cantons de l'arrondissement de Bar-le-Duc avant 2015 et des communes les composant :
- canton d'Ancerville, qui réunit 17 communes :

Ancerville (Meuse), Aulnois-en-Perthois, Baudonvilliers, Bazincourt-sur-Saulx, Brillon-en-Barrois, Cousances-les-Forges, Haironville, Juvigny-en-Perthois, Lavincourt, Lisle-en-Rigault, Montplonne, Rupt-aux-Nonains, Saudrupt, Savonnières-en-Perthois, Sommelonne, Stainville et Ville-sur-Saulx.
- canton de Bar-le-Duc-Nord, qui réunit 3 communes :

Bar-le-Duc (fraction de commune), Fains-Véel et Longeville-en-Barrois.
- canton de Bar-le-Duc-Sud, qui réunit 5 communes :

Bar-le-Duc (fraction de commune), Combles-en-Barrois, Robert-Espagne, Savonnières-devant-Bar et Trémont-sur-Saulx.
- canton de Ligny-en-Barrois, qui réunit 20 communes :

Chanteraine, Givrauval, Guerpont, Ligny-en-Barrois, Loisey-Culey, Longeaux, Maulan, Menaucourt, Naix-aux-Forges, Nançois-sur-Ornain, Nant-le-Grand, Nantois, Nant-le-Petit, Saint-Amand-sur-Ornain, Salmagne, Silmont, Tannois, Tronville-en-Barrois, Velaines et Willeroncourt.
- canton de Montiers-sur-Saulx, qui réunit 14 communes :

Biencourt-sur-Orge, Le Bouchon-sur-Saulx, Brauvilliers, Bure, Couvertpuis, Dammarie-sur-Saulx, Fouchères-aux-Bois, Hévilliers, Mandres-en-Barrois, Ménil-sur-Saulx, Montiers-sur-Saulx, Morley, Ribeaucourt et Villers-le-Sec.
- canton de Revigny-sur-Ornain, qui réunit 15 communes :

Andernay, Beurey-sur-Saulx, Brabant-le-Roi, Contrisson, Couvonges, Laimont, Mognéville, Nettancourt, Neuville-sur-Ornain, Rancourt-sur-Ornain, Remennecourt, Revigny-sur-Ornain, Val-d'Ornain, Vassincourt et Villers-aux-Vents.
- canton de Seuil-d'Argonne, qui réunit 13 communes :

Autrécourt-sur-Aire, Beaulieu-en-Argonne, Beausite, Brizeaux, Èvres, Foucaucourt-sur-Thabas, Ippécourt, Lavoye, Nubécourt, Pretz-en-Argonne, Seuil-d'Argonne, Les Trois-Domaines et Waly.
- canton de Vaubecourt, qui réunit 12 communes :

Chaumont-sur-Aire, Courcelles-sur-Aire, Érize-la-Petite, Les Hauts-de-Chée, Laheycourt, Lisle-en-Barrois, Louppy-le-Château, Noyers-Auzécourt, Rembercourt-Sommaisne, Sommeilles, Vaubecourt et Villotte-devant-Louppy.
- canton de Vavincourt, qui réunit 11 communes :

Behonne, Chardogne, Érize-la-Brûlée, Érize-Saint-Dizier, Géry, Naives-Rosières, Raival, Resson, Rumont, Seigneulles et Vavincourt.

### Composition à partir de 2015
Liste des cantons de l'arrondissement de Bar-le-Duc à partir de 2015 et des communes les composant :
- canton d'Ancerville, qui réunit 25 communes :

Ancerville (Meuse), Aulnois-en-Perthois, Baudonvilliers, Bazincourt-sur-Saulx, Brillon-en-Barrois, Cousances-les-Forges, Guerpont, Haironville, Juvigny-en-Perthois, Lavincourt, Lisle-en-Rigault, Maulan, Montplonne, Nant-le-Grand, Nant-le-Petit, Rupt-aux-Nonains, Saudrupt, Savonnières-en-Perthois, Silmont, Sommelonne, Stainville, Tannois, Tronville-en-Barrois, Velaines et Ville-sur-Saulx.
- canton de Bar-le-Duc-1, qui réunit 12 communes et une partie de la commune de Bar-le-Duc :

Bar-le-Duc (bureau centralisateur), Combles-en-Barrois, Érize-la-Brûlée, Érize-Saint-Dizier, Géry, Longeville-en-Barrois, Naives-Rosières, Resson, Raival, Rumont, Savonnières-devant-Bar, Seigneulles et Trémont-sur-Saulx.
- canton de Bar-le-Duc-2, qui réunit 4 communes et une partie de la commune de Bar-le-Duc :

Bar-le-Duc (bureau centralisateur), Behonne, Chardogne, Fains-Véel et Vavincourt.
- canton de Ligny-en-Barrois, qui réunit 41 communes dont 22 dans l'arrondissement de Bar-le-Duc et 19 dans l'arrondissement de Commercy ; les 22 communes dans l'arrondissement de Bar-le-Duc :

Biencourt-sur-Orge, Le Bouchon-sur-Saulx, Brauvilliers, Bure, Chanteraine, Couvertpuis, Dammarie-sur-Saulx, Fouchères-aux-Bois, Givrauval, Hévilliers, Ligny-en-Barrois (bureau centralisateur),  Longeaux, Mandres-en-Barrois, Menaucourt, Ménil-sur-Saulx, Montiers-sur-Saulx, Morley, Naix-aux-Forges,  Nantois, Ribeaucourt, Saint-Amand-sur-Ornain et Villers-le-Sec,
- canton de Revigny-sur-Ornain, qui réunit 28 communes :

Andernay, Beurey-sur-Saulx, Brabant-le-Roi,  Chaumont-sur-Aire, Contrisson, Courcelles-sur-Aire, Couvonges, Érize-la-Petite, Les Hauts-de-Chée, Laheycourt, Laimont, Lisle-en-Barrois, Louppy-le-Château, Mognéville, Nettancourt, Neuville-sur-Ornain, Noyers-Auzécourt, Rancourt-sur-Ornain, Rembercourt-Sommaisne, Remennecourt, Revigny-sur-Ornain,  Robert-Espagne, Sommeilles, Val-d'Ornain, Vassincourt, Vaubecourt, Villers-aux-Vents et Villotte-devant-Louppy.
- Les 13 communes de l'arrondissement de Bar-le-Duc, qui avec 49 autres communes du département forment le canton de Dieue-sur-Meuse, qui réunit 62 communes :

Autrécourt-sur-Aire, Beaulieu-en-Argonne, Beausite, Brizeaux, Èvres, Foucaucourt-sur-Thabas, Ippécourt, Lavoye, Nubécourt, Pretz-en-Argonne, Seuil-d'Argonne, Les Trois-Domaines et Waly.

### Découpage communal depuis 2015
Depuis 2015, le nombre de communes des arrondissements varie chaque année soit du fait du redécoupage cantonal de 2014 qui a conduit à l'ajustement de périmètres de certains arrondissements, soit à la suite de la création de communes nouvelles. Le nombre de communes de l'arrondissement de Bar-le-Duc reste quant à lui inchangé depuis 2015 et égal à 110.
Au 1er janvier 2024, l'arrondissement groupe les 110 communes suivantes :
1. Ancerville
2. Andernay
3. Aulnois-en-Perthois
4. Autrécourt-sur-Aire
5. Bar-le-Duc
6. Baudonvilliers
7. Bazincourt-sur-Saulx
8. Beaulieu-en-Argonne
9. Beausite
10. Behonne
11. Beurey-sur-Saulx
12. Biencourt-sur-Orge
13. Le Bouchon-sur-Saulx
14. Brabant-le-Roi
15. Brauvilliers
16. Brillon-en-Barrois
17. Brizeaux
18. Bure
19. Chanteraine
20. Chardogne
21. Chaumont-sur-Aire
22. Combles-en-Barrois
23. Contrisson
24. Courcelles-sur-Aire
25. Cousances-les-Forges
26. Couvertpuis
27. Couvonges
28. Culey
29. Dammarie-sur-Saulx
30. Érize-la-Brûlée
31. Érize-la-Petite
32. Érize-Saint-Dizier
33. Èvres
34. Fains-Véel
35. Foucaucourt-sur-Thabas
36. Fouchères-aux-Bois
37. Géry
38. Givrauval
39. Guerpont
40. Haironville
41. Les Hauts-de-Chée
42. Hévilliers
43. Ippécourt
44. L'Isle-en-Rigault
45. Juvigny-en-Perthois
46. Laheycourt
47. Laimont
48. Lavincourt
49. Lavoye
50. Ligny-en-Barrois
51. Lisle-en-Barrois
52. Loisey
53. Longeaux
54. Longeville-en-Barrois
55. Louppy-le-Château
56. Mandres-en-Barrois
57. Maulan
58. Menaucourt
59. Ménil-sur-Saulx
60. Mognéville
61. Montiers-sur-Saulx
62. Montplonne
63. Morley
64. Naives-Rosières
65. Naix-aux-Forges
66. Nançois-sur-Ornain
67. Nant-le-Grand
68. Nant-le-Petit
69. Nantois
70. Nettancourt
71. Neuville-sur-Ornain
72. Noyers-Auzécourt
73. Nubécourt
74. Pretz-en-Argonne
75. Raival
76. Rancourt-sur-Ornain
77. Rembercourt-Sommaisne
78. Remennecourt
79. Resson
80. Revigny-sur-Ornain
81. Ribeaucourt
82. Robert-Espagne
83. Rumont
84. Rupt-aux-Nonains
85. Saint-Amand-sur-Ornain
86. Salmagne
87. Saudrupt
88. Savonnières-devant-Bar
89. Savonnières-en-Perthois
90. Seigneulles
91. Seuil-d'Argonne
92. Silmont
93. Sommeilles
94. Sommelonne
95. Stainville
96. Tannois
97. Trémont-sur-Saulx
98. Les Trois-Domaines
99. Tronville-en-Barrois
100. Val-d'Ornain
101. Vassincourt
102. Vaubecourt
103. Vavincourt
104. Velaines
105. Villers-aux-Vents
106. Villers-le-Sec
107. Ville-sur-Saulx
108. Villotte-devant-Louppy
109. Waly
110. Willeroncourt

## Démographie
En 2022, l'arrondissement comptait 56 947 habitants.
| 1968   | 1975   | 1982   | 1990   | 1999   | 2006   | 2011   | 2016   | 2021   |
| ------ | ------ | ------ | ------ | ------ | ------ | ------ | ------ | ------ |
| 67 637 | 67 446 | 68 261 | 66 880 | 64 400 | 62 490 | 61 551 | 59 980 | 57 514 |

| 2022   | - | - | - | - | - | - | - | - |
| ------ | - | - | - | - | - | - | - | - |
| 56 947 | - | - | - | - | - | - | - | - |

## Administration
L'administration de l'arrondissement chef-lieu du département est confiée au secrétaire général de préfecture.
| Période       | Période  | Identité              | Fonction précédente | Observation |
| ------------- | -------- | --------------------- | ------------------- | ----------- |
| 1er août 2011 | En cours | Hélène Courcoul-Petot |                     |             |